# Ocularia collarti
Ocularia collarti är en skalbaggsart som beskrevs av Stefan von Breuning 1950. Ocularia collarti ingår i släktet Ocularia och familjen långhorningar. Inga underarter finns listade i Catalogue of Life.